# Sangilen
Sangilen (ros.: Сангилен) – wyżyna w południowo-wschodniej Tuwie, w Rosji, stanowiąca dział wodny pomiędzy dorzeczami Małego Jeniseju (tuw.: Ka-Hem) i Tes-Hem. Rozciąga się na długości ok. 230 km i szerokości do 120 km. Najwyższy punkt na wyżynie wznosi się na 3276 m n.p.m. Zbudowana z gnejsów, łupków metamorficznych oraz zmarmuryzowanych wapieni poprzecinanych intruzjami. Na północy rosną lasy sosnowo-modrzewiowe. W centralnej i południowej części Sangilenu, w głębokich dolinach występuje roślinność drzewiasta. Zbocza pokryte roślinnością stepową. Powyżej 1800–2000 m n.p.m. tundra i łąki górskie. Występują złoża kwarcytów żelazistych, nefelinu, grafitu i złota.